# Реставрация Мейджи
Вижте пояснителната страница за други значения на Мейджи.
Реставрацията на Мейджи (на японски: 明治維新, Мейджи Ишин) е процес на политически и обществени промени в Япония, довели до падането на шогуната Токугава и установяването на конституционна монархия през втората половина на XIX век.
Реставрацията обхваща края на историческия период Едо и началото на периода Мейджи. Реставрацията довежда до отварянето на страната към света, премахването на феодализма и въвеждането на пазарна икономика. Тя ускорява индустриализацията на страната и нарастването на нейната военна мощ под лозунга Фукоку кьохей (富国強兵, „Обогатявай страната, усилвай армията“).
В резултат на Реставрацията Мейджи властта в Япония преминава от шогуната Токугава към нова олигархия, чиито водещи представители идват от провинциите Сацума и Чошу – Ито Хиробуми, Мацуката Масайоши, Кидо Такайоши, Итагаки Тайсуке, Ямагата Аритомо, Мори Аринори, Окубо Тошимичи, Ямагучи Наойоши. Макар те да са привърженици на традиционната власт на императора, той продължава да бъде преди всичко духовен водач на нацията, а реалното управление е в ръцете на министрите, действащи от негово име.

## Причини
Основната причина за Реставрацията Мейджи е осъзнаването от японския политически елит на нуждата от бърза модернизация на страната. Изоставането на Япония става съвсем явно, когато американският комодор Матю Пери идва в страната, за да сключи договор, разрешаващ свободната търговия в японските пристанища. Той пристига с няколко бойни кораба, които далеч превъзхождат като техника и въоръжение японските.
Водачите на Реставрацията виждат възстановяването на властта на императора като средство за укрепване на Япония пред заплахата от страна на колониалните сили. Самото наименование „Мейджи“ означава „просветено управление“, като целта на новия режим е да съчетае „западния напредък“ с традиционните „източни“ ценности.

## Край на шогуната Токугава
Началото на организираната съпротива срещу шогуната Токугава е поставено през 1866 година, когато владетелите на Сацума и Чошу Сайго Такамори и Кидо Такайоши създават Съюза Сачо, който си поставя за цел възстановяването на властта на императора. Двамата са поддръжници на император Комей и обединяват усилията си със съдействието на Сакамото Рьома. След смъртта на Комей, на 3 февруари 1867 година тронът е наследен от император Мейджи.
Шогунатът е официално премахнат на 9 ноември 1867 година, когато 15-ият шогун Токугава, Токугава Йошинобу, „предоставя своите прерогативи на разположение на императора“. Този акт е фактическа реставрация (тайсей хокан) на императорската власт, въпреки че и след него Токугава Йошинобу запазва значително влияние.
Малко по-късно, през януари 1868 година, с битката при Тоба-Фушими, в която силите на Сачо нанасят поражение на армията на бившия шогун, започва Войната Бошин. С началото на открития конфликт император Мейджи лишава Токугава от цялата му власт, подготвяйки и официалната реставрация. На 3 януари 1869 година той формално обявява възстановяването на своята власт:

Императорът на Япония обявява на суверените на всички чужди страни и на техните поданици, че е дадено разрешение на шогуна Токугава Йошинобу да върне държавната власт в съответствие с неговото собствено искане. Оттук нататък ние ще осъществяваме върховната власт във всички вътрешни и външни работи на страната. Съответно титлата „император“ трябва да замени титлата „тайкун“, с която са изготвени договорите. Назначили сме служители, на които са поверени външните работи. Желателно е представителите на силите по договора да признаят тази прокламация.

Част от привържениците на шогуната успяват да се изтеглят към Хокайдо, където се опитват да създадат самостоятелна Република Едзо, но лоялните на императора войски ликвидират този опит през май 1869 година с победата си в битката при Хакодате. Тя слага края на шогуната Токугава и бележи пълното възстановяване на властта на императора.

### Ново управление
В хода на гражданската война, императорското правителство установява нови политически стандарти. През февруари 1868 г. то заявява на представителите на чуждите държави в Япония, че е новото легитимно правителство на страната. Императорът се провъзгласява за глава на държавата, който има право да осъществява дипломатическите отношения. На 6 април 1868 г. той издава Клетвата от пет точки, в която излага основните принципи на курса на реставрация. Точките разглеждат колегиалността на управлението, участието на всички съсловия при взимането на решения, отказа от ксенофобия и съблюдаването на международното право, откритостта на Япония към света за получаване на нови знания, необходими за укрепването на страната. Клетвата е съставена пред японските божества ками, от всички членове на правителството в присъствието на императора.
На 11 юни 1868 г. е утвърдена структурата на правителството, която започва да се нарича Велик държавен съвет. От конституцията на САЩ, японците заимстват формалното разделение на властите на законодателна, изпълнителна и съдебна. Чиновниците се избират на длъжностите си на всеки 4 години. В централното правителство са установени старши служби, които изпълняват ролята на министерства, а в регионите – младши, които представляват централната власт по места.
През септември 1868 г., след завладяването от правителствените войски на град Едо, той е преименуван на „Източна столица“ – Токио, а за започналата нова епоха, през октомври е приет новият императорски девиз за „просветено управление“ – Мейджи. Правителството решава за в бъдеще да използва само един девиз в живота и управлението на един монарх. На 3 септември 1869 г., императорът пренася резиденцията си от Киото в Токио, станал новата японска столица.
Въпреки обновяването на системата на управление, императорското правителство не бърза да реформира японското общество. На 7 април 1868 г. то публикува пет публични манифеста към народа, в които потвърждава някои от традиционните за предните епохи положения, базиращи се на конфуцианския морал. Правителството призовава гражданите на Япония да се подчиняват на началниците си, да уважават родителите си и по-старшите, да бъдат верни на брака си. Забраняват се обществените организации, митингите и протестите, както и изповядването на християнството.

## Последствия

### Административна реформа
Сред първите стъпки на правителството още в хода на самата реставрация е премахването на традиционната феодална система на управление на страната, известна като хан. През 1868 година всички земи на Токугава са конфискувани и поставени „под императорски контрол“, т.е. на разположение на новото централно правителство. През 1869 година големите даймьо, подкрепили активно реставрацията, владетелите на Тоса, Хидзен, Сацума и Чошу, са убедени „да върнат владенията си на императора“. Впоследствие и други даймьо последват примера им, като за пръв път в японската история централното правителство установява пряка власт над цялата територия на държавата.
През 1871 година императорът извиква всички даймьо, бивши и настоящи, и обявява че всички владения се връщат на императора, с което слага край на системата хан. Приблизително тристате владения хан са превърнати в префектури, всяка от тях под контрола на назначен от централното правителство управител. През следващите години с поредица сливания броят на префектурите е намален до 75. Даймьо получават 1/10 от доходите на бившите им имения като държавна рента, а по-късно техните дългове и изплащаните от тях ренти на самураи са поети от държавата.

### Правителствена реформа
Едновременно с административната реформа върви преобразуване в структурата на управление. За основа на новата система е взета рицурьо – структура на японските правителства от 8 век. От 15 август 1869 г. управлението е разделено на три камари: главна, лява и дясна. Главната изпълнява функциите на министерски кабинет. В състава ѝ влизат държавните министри, леви и десни министри, и съветници. Лявата камара е законодателен орган на властта и съвещателен орган на главната. В състава на дясната влизат осем министерства, които се ръководят от министри и заместници. По-голямата част от постовете в правителството се заемат от хора от бившите кланове Сацума (Сайго, Окубо Тошимичи, Курода Кийотака), Тьосу (Кидо Такайоши, Ито Хиробуми, Иноуе Каору, Ямагата Аритомо), Тоса (Итагаки Тайсуке, Гото Шьодзиро, Сасаки Такаюки) и Хиджен (Окума Шигенобу, Оки Таката, Шоеджима Танеоми, Ето Шимпо), образуващи в нея така наречените „хански фракции“. Главните длъжности са заемани от столични аристократи като Санджьо Санетоми и Ивакура Томоми.

### Военна реформа
Преди Реставрацията японската армия се състои главно от съсловието на самураите, които получават издръжка от даймьо, срещу което служат в техните войски. За да модернизира въоръжените сили през 1873 година правителството въвежда всеобща военна повинност – с навършването на 21 години всички мъже трябва да отслужат 4 години в армията, последвани от 3 години в запаса. С това се премахва традиционната съсловна привилегия на самураите, които в продължение на столетия са единствените, които имат право да носят оръжие. Освен това на самураите е забранено да се разхождат въоръжени, демонстрирайки своя статус.
Сравнени с аристокрацията в Западна Европа, японските самураи образуват много по-широко съсловие, като по времето на Реставрацията броят им е около 1,9 милиона. Самураи са не само земевладелците, но и много от техните придворни, като част от тях се прехранват с физически труд. Тъй като всеки самурай получава установена рента, издръжката на съсловието се превръща в огромна финансова тежест за държавата, поради което новият режим започва постепенно да премахва тези ренти. През 1873 година те са обложени с данъци, а година по-късно самураите получават възможност да преобразуват рентата си в държавни облигации. Най-накрая през 1876 година това преобразуване става задължително.
Практическото ликвидиране на привилегиите на самураите предизвиква поредица от бунтове, най-значим сред които е Сацумското въстание от 1877 година, оглавено от Сайго Такамори. Въстанието е бързо потушено от новосформираната редовна армия, която използва западно въоръжение и тактика, което силно ограничава съпротивата. Принадлежността към съсловието на самураите става чисто формална и те се превръщат в равностойна част от модернизиращото се общество. Все пак идеалът за самурайския военен дух продължава да присъства в културата и е широко използван от военната пропаганда през 20 век.
Въпреки опитите за съпротива срещу реформите, мнозинството от самураите не им се противопоставят, въпреки загубата на предишните привилегии. Много от тях намират работа в държавната администрация, която се превръща в ново елитно съсловие. Самураите, по-добре образовани от останалите съсловия, стават учители, оръжейници, държавни служители или офицери в армията. Макар формалните им титли да са премахнати, елитарният дух на самурайското съсловие се пренася в много от новите институции.

### Землено-данъчна реформа
Основната цел на имперското правителство при изграждането на модерна Япония е да се създаде стабилна финансова система. Основният източник за попълване на държавната хазна дотогава е бил поземления данък под формата на натурални събирания, които в продължение на векове японските селяни дават на своите господари. Когато са премахнати хановете, правителството поема дълга на техните права и задължения, така че попълването на бюджета с пари става изключително трудно. Поради това, на властите се налага да проведат землена и данъчна реформа, за да стабилизират японските финанси.
През 1871 г. имперското правителство позволява създаването на нова орни участъци на незаети земи, а през 1872 г. е отменена забраната за продажба на земя и се признава правото на частна собственост. Собствениците на земя получават сертификат за собствеността върху земята, в които се посочва цената на участъка. Системата на сертификатите ликвидира традиционната форма на владения на земята. На 28 юли 1873 г., въз основа на тази система, имперското правителство започна землено-данъчна реформа, която приключва през 1880 година. В резултат на реформата, вместо несигурната жътва критерий за размера на данъка става стабилната цена на земята, а собствениците на землени участъци се превръщат в данъкоплатци. Поземленият данък, който трябва да бъде платен в брой, възлиза на 3% от стойността на земята. Планинските гори и земите, използвани съвместно от членове на общините, са национализирани като ничии. Тези преобразувания осигуряват стабилни приходи в държавната хазна и допринасят за развитието на стоково-паричните отношения в областите. Въпреки това, от друга страна те предизвикват нова социална диференциация и увеличаване на данъчната тежест върху селските общини и по-късно довеждат до селски въстания.

### Социална реформа
За създаването на национална японска държава, имперското правителство провежда също така и активна социална политика. На 25 юни 1869 г. то образува две привилегировани съсловия – титулувано дворянство (каджоку) и нетитулувано (сиджоку). В първото влизат само столичните аристократи и всеки даймьо от ликвидираните ханове, а във второто – средните и малки самураи. С образуването на двете съсловия, правителството се опитва да преодолее вековната конфронтация между самураи и аристократи, както и да ликвидира социалната диференциация и средновековния модел на отношението „господар-слуга“ в самурайските среди.
Заедно с това, императорската власт провъзгласява равенство на селяните, занаятчиите и търговците, независимо от професията или работата. Те започват да се наричат „простолюдие“ (хеймин). През 1871 г. правителството приравнява към него париите, които са били дискриминирани през периода Едо. Хората от простолюдието са длъжни да имат семейство – нещо, което преди това е било запазено изключително за самураите, а на титулуваното и нетитулуваното дворянство сега са позволени междусъсловните бракове. Традиционните ограничения върху пътуванията и промяната на занаята също са отменени. На 4 април 1871 г. имперското правителство издава закон за регистрация на населението. През следващата година населението е записано в регистри, в съответствие с трите съсловни категории – титулуваното и нетитулуваното дворянство и простолюдието.
Японското дворянство е изцяло на държавна издръжка. То получава ежегодна пенсия, която съставлява 30% от общия бюджет. За да се облекчи тежестта върху държавата, през 1873 г. правителството издава „Закон за връщане на пенсиите на императора“, който задължава дворянството да откаже от ежегодните пенсии в замяна на еднократно плащане. Но проблемът все още не е решен и държавния дълг за изплащане на пенсиите непрекъснато нараства. През 1876 г. властите най-сетне премахват изцяло практиката на пенсиите.

### Промишленост и строителство
Преходът на страната към развитие на индустриалния сектор довежда до промишлен ръст и появата на нови технологии в страната. През 1872 г., под ръководството на европейски инженери е открита първата железница, съединяваща Токио с Йокохама. Локомотиви се доставят от Европа, а зданието на жп гарата е проектирано в САЩ. Първият пътник по линията е самият император.
За придвижване по улиците, въз основа на английския образец, е прието лявото движение.
През 1877 и 1881 г. в страната се провеждат индустриални изложби, които имат за цел да се запознае Япония с водещите световни технологии в промишлеността и селското стопанство. През 1877 г. Александър Бел поставя телефонната линия между Токио и Йокохама.
Вместо традиционното дървено застрояване, силно застрашено от пожари, в градовете започва мащабно каменно строителство. С камъни се покриват и мостовете.
Бързата индустриализация и модернизация на Япония позволява последвалото огромно увеличение на производството и промените в инфраструктурата. Япония полага инфраструктурните основи в различни индустрии – корабостроителници, пещи, мелници, които след това са продадени на предприемачи. Местните компании стават потребители на западните технологии и ги прилагат за производството на елементи, които са продавани евтино на международния пазар. При това, индустриалните зони нарастват неимоверно, и през слезващите десетилетия се наблюдава масова миграция от провинцията към индустриализираните центрове.
С индустриализацията идва и търсенето на въглища. Както е показано в таблицата по-долу, има драматично нарастване на производството им.
| 1875 | 0,6  |
| 1885 | 1,2  |
| 1895 | 5    |
| 1905 | 13   |
| 1913 | 21,3 |

Въглищата са необходими за две неща: параходите и железниците. Растежът на тези сектори е показан по-долу.
| Година | Брой параходи |
| ------ | ------------- |
| 1873   | 26            |
| 1894   | 169           |
| 1904   | 797           |
| 1913   | 1514          |

| Година | Линии     | Линии |
| Година | (km)      |       |
| ------ | --------- | ----- |
| 1872   | 29 km     |       |
| 1883   | 390 km    |       |
| 1887   | 1030 km   |       |
| 1894   | 3400 km   |       |
| 1904   | 7600 km   |       |
| 1914   | 11 400 km |       |

## Международни отношения
Първата в историята на Япония официална визита на представител на управляваща династия на друга държава се състои през 1869 г. Това е посещението на херцог Едингбургски. За приемането на високопоставения чужденец спешно са разработени и приети дипломатически придворни правила, доколкото това е възможно – никога преди това не са приемани представители на чужди държави на такова високо ниво и императорът на Япония не е считал другите монарси за равни. След размяната на подаръци, императорът предава на херцога стихотворение, написано лично за британската кралица Виктория:
| „ | Ако управляваш с мисъл за хората, Небето и Земята заедно ще пребъдат за вечни времена. | “ |

По време на френско-пруската война от 1870 – 1871 г. Япония обявява неутралитет, за първи път взимайки участие в политическия живот на великите европейски държави. през 1871 г. е сключен равноправен договор с Китай. Направен е и неудачен опит да се преразгледат неравноправните за Япония договори със западноевропейските държави, САЩ и Русия, за което през ноември 1872 г. на дипломатическа мисия в САЩ и Европа е изпратен министърът на външните работи Томоми Ивакура (виж Мисия на Ивакура). За да се представи Япония на Запад е бил нужен и портрет на императора, а да се изобразява владетелят традицията дотогава е забранявала. Налага се и тази забрана да отпадне, и монархът е фотографиран в дворцови одежди. При посещението си в Санкт Петербург, Томоми Ивакура получава портрет на Петър I, към когото се отнася като към свой кумир.

## Значение
В резултат на реставрацията, Япония бързо влиза в Новото време. Реорганизирана е армията. Започва строителството на мощен съвременен военен флот. Реформите в държавното устройство, социалната и икономическата сфера, както и отказът от самоизолация създават благоприятни условия за превръщането на Япония в конкурентоспособно, в това число и икономически, общество.
От една страна, Япония успява да избегне риска да попадне в пълна политическа зависимост от европейските държави или САЩ. От друга страна, тя се включва в икономическа и политическа надпревара с Европа, и успява да заеме водеща позиция сред другите източноазиатски държави.

## Семантични спорове
Съществува активен дебат между историците за историческата легитимност на думата „реставрация“, използвана в случая за разлика от „преврат“ или „революция“. Съществуват причини събитието да се нарича и с трите.
Защитниците на термина „преврат“ изтъкват факта, че е налице промяна само на режима, с продължаващи борби сред елита, които успяват да не се разпространят сред останалата част от обществото. Въпреки това, този термин се отнася само до политическите водачи, а не до обикновените. По-важното е, че той не представя по-широкия исторически контекст на периода и различните идеологически борби на времето, в допълнение към последвалите радикални промени в обществото.
Директното предизвикателство към легитимността на режима на Токугава през 1868 г. идентифицира това събитие като „революция“. Този термин би предположил последващи радикални промени и определя, че режимът е свален чрез комбинация от интереси и действия на различни групи. Терминът също е проблематичен, тъй като дава грешното впечатление, че бунтовниците са имали единни или последователни планове и не показва относително мирния преход.
Събитията от 1868 г. може да се разглеждат като „реставрация“, защото опозицията твърди, че шогунатът Токугава е узурпирал управляващата власт от императора. Това твърдение, както и строго изолационистките настроения по това време, точно представят събитието, но само в някои отношения. Думата реставрация предполага акцентиране върху идеологическите борби на елита, но не кореспондира на регионалните и религиозните напрежения през периода. Тя също така подценява стратегическия характер на претенциите за възстановяване на страната като водеща нация и дава невярна представа за единство сред разбунтувалите се. Най-пагубните последици от употребата на този термин са, че той не предлага конкретно обяснение за това как обикновените хора приемат легитимността на прякото имперско управление.